# Brenda Asnicar
Brenda Asnicar, född 17 oktober 1991 i Buenos Aires, är en argentinsk sångerska. Hon är mest känd för sin roll i TV-serien Patito Feo mellan år 2007 och 2008. Under tiden i TV-serien gjorde hon flera sångframträdanden som blev framgångsrika. Bland de mest populära låtarna finns "Las Divinas" och "Tango llorón". Efter Patito Feo fortsatte hon att spela in musik och fick fler TV-roller.